# 虢仲
虢仲（?—?），周文王的弟弟，季歷的第二子，和弟弟虢叔皆是文王的卿士。周武王滅商後，封二位叔叔為虢國君主。其中虢仲被封在制地（今河南滎陽），稱東虢，另外虢叔被封在雍地（今陝西寶雞），稱西虢。東西虢國在王畿的左右，作為周王室藩屏。他的後裔有虢惠叔大林、虢叔旅（並見《虢叔旅鐘》）。

## 東、西二虢始君問題
關於東、西二虢封君的問題，先秦文獻及考古資料沒有明確記載，秦漢以來的學者有幾種不同觀點：
第一、虢叔封於西虢，虢仲封於東虢。此種觀點，比較普遍，也得到大多數學者的認可。賈逵《左傳》僖公五年疏：「虢仲封東虢，制是也。韋昭《國語·鄭語》注曰：「東虢也，虢仲之後，姬姓也。」《水經注·渭水注》卷十八曰：「《太康地記》曰：虢叔之國矣，有虢宮，平王東遷，叔自雍（雍縣）之上陽為南虢矣。」《括地志》曰：「虢故城在岐州陳倉縣東四十里，次西十餘里又有城，亦名虢城。」《史記·秦本紀》正義曰：「《輿地志》云：此虢，文王母弟虢叔所封，是曰西虢。」《史記·周本紀》集解引韋昭曰：「文公，虢叔之後，西虢也。」《太平環字記》卷三十曰：「鳳翔府虢縣，古虢國之地也，即周文王弟虢叔所封，是曰西虢。」另外，《元和郡縣志》等文獻也都有相似的記載。近人陳夢家贊同此說。李學勤《西周中期青銅器的重要標尺》一文中認為：「西周時期有兩個虢國，始封是文王兩弟虢仲、虢叔。虢仲封東虢，在今河南滎陽；虢叔封西虢，在今陝西寶雞東。」梁寧森《虢國研究》一文認為「西虢所處戰略地位重要，承擔的任務特殊性的需要，始封君只能是一位與周王室關係密切，德高望重，能征能戰的人物，這位人物也只能是虢叔，而非虢仲。」
第二、虢仲封於西虢，虢叔封於東虢。《郡國志》云：「滎陽有虢亭，虢叔國。」杜預《左傳正義》隱公元年注曰：「虢叔，東虢君也，恃岩險而不修德，鄭滅之……虢國今滎陽縣。」據《太平御覽》卷一百五十九，《太平環字記》卷六虢州《帝王世紀》記載：「封虢叔于東虢，即城皋是也。」《括地志》曰：「洛州汜水縣，古東虢叔之國，東虢君也。」《國語·周語上》賈逵注曰：文公，文王母弟虢仲之後，為王卿士。」《史記·周本紀》集解引賈逵曰：「文公，文王母弟虢仲之後。」韋昭《國語·周語上》注曰：「〔虢文公〕，虢叔之後，西虢也。及宣王即位定都鎬，在畿內也。」近人郭沫若在《班簋的再發現》一文中贊同此說，認為虢文公是西虢之君的後裔，而西虢的始封君則是賈逵所說的虢仲。
| 前任： 無 | 東虢國君主 | 繼任： 世系不明至虢惠叔 |